# Hospital Militar Regional Mendoza
El Hospital Militar Regional Mendoza "Cirujano Primero Doctor Diego Paroissien" (HMRM o H Mil Rgn Mendoza) es un hospital militar del Ejército Argentino con asiento de paz en Mendoza y con dependencia orgánica de la Dirección General de Salud de esa fuerza armada.

## Reseña
Creado en 1898 como Hospital Militar Divisionario en la ciudad de Mendoza. Era el primero de su tipo en el país. Entre los finales de la década de 1920 y los principios de los años treinta la infraestructura hospitalaria del Ejército Argentino creció progresivamente. En el año 1927 inició la construcción de un nuevo hospital militar en Mendoza, al igual que en Salta. Su nombre evoca al cirujano mayor de ejército James Paroissien del Ejército de los Andes al comando del brigadier José de San Martín.
El Hospital Militar Regional Mendoza contribuye a la sanidad militar del Ejército, la atención médica a los afiliados al IOSFA y el apoyo a la comunidad.
En 2020 brindó apoyo al esfuerzo de ayuda humanitaria de las Fuerzas Armadas de la Nación desplegado durante la pandemia de COVID-19 en la Argentina, optimizando su personal y medios, colaborando con las provincias y municipios y unido a la red sanitaria de la provincia de Mendoza. Se hallaba en la órbita de la Zona de Emergencia Mendoza (que incluía San Juan y San Luis).